# إيرا غوردون
إيرا غوردون (بالإنجليزية: Ira Gordon)‏ هو لاعب كرة قدم أمريكية أمريكي، ولد في 5 مايو 1947 في كيلبورن في الولايات المتحدة.

## وصلات خارجية
- إيرا غوردون على موقع مرجع كرة القدم المحترفة.كوم (الإنجليزية)